# Happy Harmonies
Happy Harmonies (em tradução literal, Harmonias Alegres) é uma série de curtas-metragens de desenho animado que foi produzida entre 1934 e 1938 pela Metro-Goldwyn-Mayer e criada pelos animadores, produtores e diretores estadunidenses Hugh Harman e Rudolf Ising.
Seu formato de exibição é bastante parecido com o da também série de curtas-metragens Silly Symphonies, que foi produzida pela Walt Disney de 1929 a 1939. Eles ocasionalmente apresentariam Bosko, um personagem que estrelou os primeiros curtas de Looney Tunes que a dupla produziu para Leon Schlesinger. Após os primeiros lançamentos, o design de Bosko mudou de uma mancha de tinta para um menino afro-americano realista.
A série teve 36 curtas-metragens, sendo que os dois primeiros foram produzidos em Cinecolor e os outros 34 foram produzidos em Technicolor.

## Lista de curtas-metragens
| - The Discontented Canary - The Old Pioneer - Tale of the Vienna Woods - Bosko's Parlor Pranks - Toyland Broadcast - Hey-Hey Fever - When the Cat's Away - The Lost Chick - The Calico Dragon - Good Little Monkeys - The Chinese Nightingale - Poor Little Me - Barnyard Babies - The Old Plantation - Honeyland - Alias St. Nick - Run, Sheep, Run | - Bottles - The Early Bird and the Worm - The Old Mill Pond - Two Little Pups - The Pups' Picnic - To Spring - Little Cheeser - The Pups' Christmas - Circus Daze - Swing Wedding - Bosko's Easter Eggs - Little Ol' Bosko and the Pirates - The Hound and the Rabbit - The Wayward Pups - Little Ol' Bosko and the Cannibals - Little Buck Cheeser | - Little Ol' Bosko in Bagdad - Pipe Dreams - The Little Bantamweight |